# Brazlawschtschyna

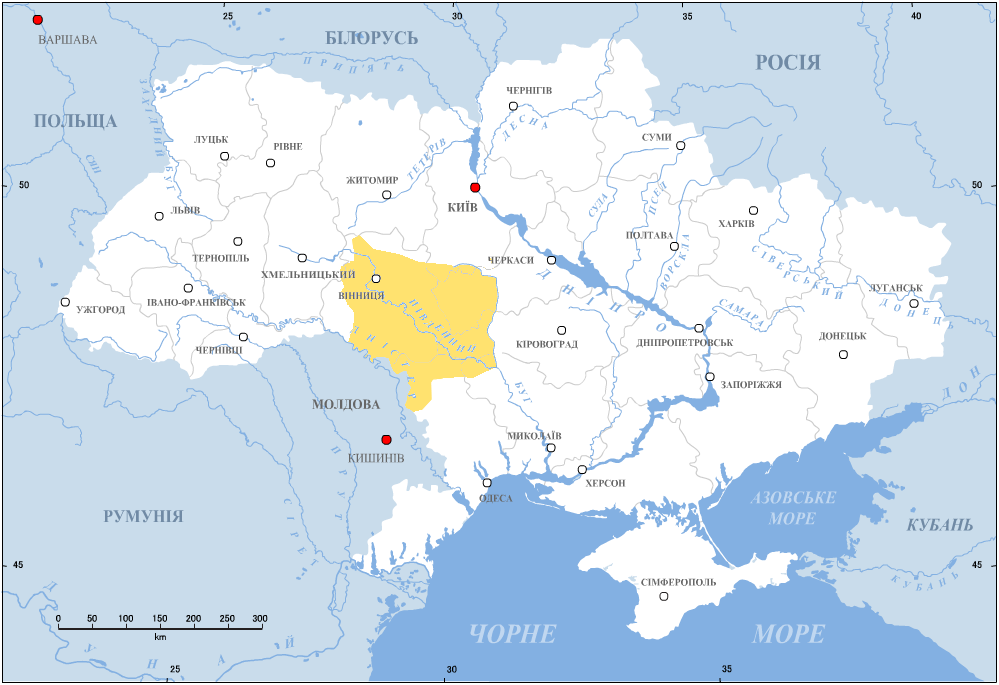
Historische Region Brazlawschtschyna

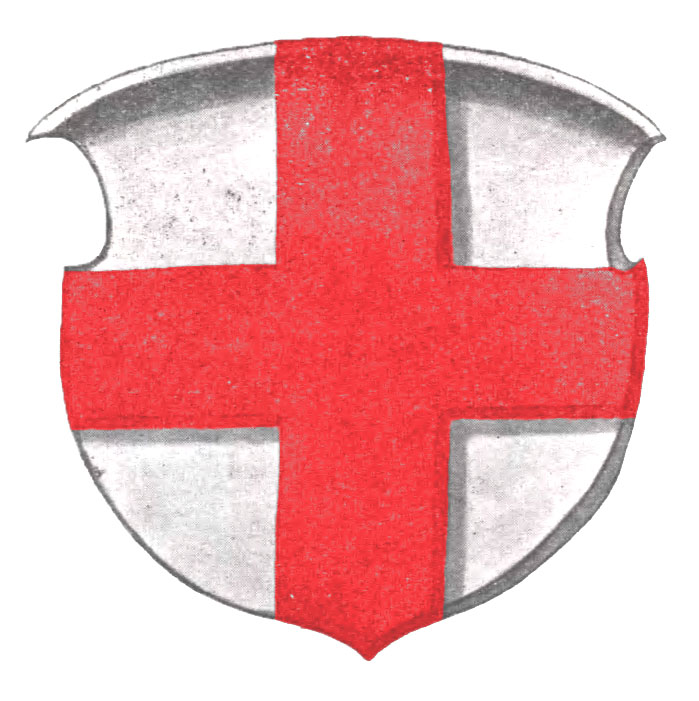
Wappen von Brazlawschtschyna im Jahr 1529

Brazlawschtschyna (ukrainisch Брацлавщина) ist die Bezeichnung eines historischen Gebietes im Osten Podoliens während des 14. bis 18. Jahrhunderts im Südwesten der heutigen Ukraine.
Der Name geht auf das Verwaltungszentrum der Region, die heutige Siedlung städtischen Typs Brazlaw, zurück.
Die historische Region umfasst das Gebiet der gesamten heutigen Oblast Winnyzja sowie teilweise das der Oblaste Chmelnyzkyj, Tscherkassy, Kirowohrad und Odessa. In den 1460er Jahren wurde auf der territorialen Basis der Region die Woiwodschaft Bracław errichtet.